# Universo Energon
El Universo Energon (UE) (inglés: "Energon Universe"), es una franquicia de cómics estadounidense en curso y un universo ficticio compartido creado por Robert Kirkman y publicado por Skybound Entertainment, un sello de Image Comics, en colaboración con Hasbro. Presentando personajes de Transformers y de G.I. Joe, junto con propiedades intelectuales originales, esta franquicia es la sucesora del "Universo de Cómics de Hasbro" de IDW Publishing (2005–2018).

## Argumento
El Universo Energon está ambientado en el presente. El nombre de la franquicia hace referencia a la sustancia ficticia que los Transformers necesitan para sobrevivir.
En el Anillo Sagrado, hay una guerra entre Agorrianos y Zertonianos. Cuando dos rivales llamados Darak y Solila chocan en un misterioso planetoide, deben trabajar juntos para sobrevivir. En el proceso, descubren un secreto que cambiará todo lo que creían sobre su guerra.
Mientras tanto, la otra guerra entre Autobots y Decepticons en Cybertron se expande a la Tierra, lo que lleva a la fundación de G.I. Joe y Cobra como respuesta. Con el paso del tiempo, una cadena de acontecimientos hará que todas esas facciones luchen entre sí, cambiando el destino de la humanidad (y del universo) para siempre.

## Historial de publicaciones
Antes de que IDW Publishing perdiera las licencias para producir cómics de Transformers y de G.I. Joe a finales de 2022, en diciembre de 2021, se informó que Skybound Entertainment, un sello de Image Comics, estaba en conversaciones para adquirir esas licencias.
El Universo de Energón debutó el 14 de junio de 2023 con la serie original Void Rivals, escrita por Robert Kirkman, dibujada por Lorenzo De Felici y coloreada por Matheus Lopes. Kirkman y De Felici habían trabajado juntos anteriormente en otro cómic titulado Oblivion Song.
Kirkman dijo: "Es un tremendo honor poder reintroducir este mundo a una nueva audiencia bajo el estandarte de Skybound. He amado a estos personajes durante la mayor parte de mi vida y tener la oportunidad de agregarlos al ya rico tapiz que Hasbro ha construido con el nuevo Void Rivals es una oportunidad increíble. Si miras todo lo hecho con Transformers y GI Joe, puedes ver el indicio de un vasto universo con un tremendo potencial para cruces e interacción que mejorará la experiencia de los fanáticos mientras se mantiene fiel a las identidades individuales de ambos conceptos. Espero explorar ese potencial en los próximos años".
Michael J. Kelly, entonces vicepresidente de Publicaciones Globales de Hasbro hasta diciembre de 2023, agregó: “Cuando discutimos por primera vez el plan para la revelación sorpresa en Void Rivals #1, nunca esperé que fuera un secreto que pudiéramos mantener durante más de un año. Ahora que finalmente está aquí, todos estamos emocionados de poder finalmente hablar sobre todas las increíbles historias que vendrán de nuestros nuevos y fantásticos socios en Skybound”.
A Void Rivals le sigue una serie en curso de Transformers y cuatro series limitadas de G.I. Joe. Kirkman también mencionó la posibilidad de agregar otras marcas de Hasbro en el futuro.
En junio de 2024, Skybound anunció una serie regular de G.I. Joe, que continúa después de sus cuatro precuelas previas.

### Distribución y localización
| Publisher         | Country        | Language | Ref.          |
| ----------------- | -------------- | -------- | ------------- |
| Ades Media        | Suecia         | Sueco    |               |
| Moztros Editorial | España         | Español  | [ 13 ] [ 14 ] |
| Nagle Comics      | Polonia        | Polaco   | [ 15 ]        |
| OVNI Press        | América Latina | Español  |               |
| Panini Comics     | Alemania       | Alemán   |               |
| saldaPress        | Italia         | Italiano | [ 16 ]        |
| Szukits Kiadó     | Hungría        | Húngaro  |               |
| Tiandi Press      | China          | Chino    |               |
| Urban Comics      | Francia        | Francés  | [ 17 ]        |

## Lista de publicaciones

### Series abiertas
| Título       | Crapas | Escritor                                          | Artista                                                               | Colorista                             | Fecha de estreno en EE. UU. |
| ------------ | ------ | ------------------------------------------------- | --------------------------------------------------------------------- | ------------------------------------- | --------------------------- |
| Void Rivals  | 1–     | Robert Kirkman                                    | Lorenzo De Felici Conor Hughes                                        | Patricio Delpeche Matheus Lopes       | 14 de junio de 2023         |
| Transformers | 1–     | Daniel Warren Johnson (1–24) Robert Kirkman (25–) | Jorge Corona Jason Howard Ludo Lullabi Daniel Warren Johnson Dan Mora | Adriano Lucas Mike Spicer Sarah Stern | 4 de octubre de 2023        |
| G.I. Joe     | 1–     | Joshua Williamson                                 | Andrea Milana Tom Reilly                                              | Jordie Bellaire Lee Loughridge        | 13 de noviembre de 2024     |

### Series limitadas
| Título          | Crapas | Escritor          | Artista        | Colorista       | Fecha de estreno en EE. UU. | Fecha final en EE. UU. |
| --------------- | ------ | ----------------- | -------------- | --------------- | --------------------------- | ---------------------- |
| Duke            | 1–5    | Joshua Williamson | Tom Reilly     | Jordie Bellaire | 27 de diciembre de 2023     | 24 de abril de 2024    |
| Cobra Commander | 1–5    | Joshua Williamson | Andrea Milana  | Annalisa Leoni  | 17 de enero de 2024         | 15 de mayo de 2024     |
| Scarlett        | 1–5    | Kelly Thompson    | Marco Ferrari  | Lee Loughridge  | 5 de junio de 2024          | 2 de octubre de 2024   |
| Destro          | 1–5    | Dan Watters       | Andrei Bressan | Adriano Lucas   | 19 de junio de 2024         | 16 de octubre de 2024  |

### Especiales
| Título                        | Historia paralela | Escritor              | Artista               | Colorista         | Fecha de estreno en EE. UU. |
| ----------------------------- | ----------------- | --------------------- | --------------------- | ----------------- | --------------------------- |
| Energon Universe 2024 Special | Void Rivals       | Robert Kirkman        | Lorenzo De Felici     | Matheus Lopes     | 4 de mayo de 2024           |
| Energon Universe 2024 Special | Transfomers       | Daniel Warren Johnson | Ryan Ottley           | Mike Spicer       | 4 de mayo de 2024           |
| Energon Universe 2024 Special | G.I. Joe          | Joshua Williamson     | Jason Howard          | Annalisa Leoni    | 4 de mayo de 2024           |
| Energon Universe 2025 Special | Void Rivals       | Robert Kirkman        | Conor Hughes          | Patricio Depelche | 3 de mayo de 2025           |
| Energon Universe 2025 Special | Transfomers       | Daniel Warren Johnson | Daniel Warren Johnson | Mike Spicer       | 3 de mayo de 2025           |
| Energon Universe 2025 Special | G.I. Joe          | Joshua Williamson     | Andrea Milana         | Lee Loughridge    | 3 de mayo de 2025           |

## Orden de publicación

### Año uno
1. Void Rivals #1–4
2. Transformers #1
3. Void Rivals #5
4. Transformers #2
5. Void Rivals #6
6. Transformers #3
7. Duke #1
8. Transformers #4
9. Cobra Commander #1
10. Duke #2
11. Transformers #5
12. Cobra Commander #2
13. Duke #3
14. Void Rivals #7
15. Transformers #6
16. Cobra Commander #3
17. Duke #4
18. Void Rivals #8
19. Transformers #7
20. Cobra Commander #4
21. Duke #5
22. Energon Universe 2024 Special

### Año dos
1. Transformers #8
2. Cobra Commander #5
3. Void Rivals #9
4. Scarlett #1
5. Transformers #9
6. Destro #1
7. Void Rivals #10
8. Scarlett #2
9. Transformers #10
10. Destro #2
11. Void Rivals #11
12. Scarlett #3
13. Transformers #11
14. Destro #3
15. Void Rivals #12
16. Scarlett #4
17. Transformers #12
18. Destro #4
19. Scarlett #5
20. Transformers #13
21. Destro #5
22. Void Rivals #13
23. G.I. Joe #1
24. Transformers #14
25. Void Rivals #14
26. Transformers #15
27. G.I. Joe #2
28. Void Rivals #15
29. Transformers #16
30. G.I. Joe #3
31. Void Rivals #16
32. Transformers #17
33. G.I. Joe #4
34. Void Rivals #17
35. Transformers #18
36. G.I. Joe #5
37. Transformers #19
38. G.I. Joe #6
39. Void Rivals #18
40. Energon Universe 2025 Special

### Año tres
1. Transformers #20
2. G.I. Joe #7
3. Void Rivals #19
4. Transformers #21
5. G.I. Joe #8
6. Void Rivals #20
7. Transformers #22
8. G.I. Joe #9
9. Void Rivals #21
10. Transformers #23
11. G.I. Joe #10
12. Void Rivals #22
13. Transformers #24
14. G.I. Joe #11
15. Void Rivals #23
16. Transformers #25
17. G.I Joe #13
18. Transformers #26
19. G.I Joe #14
20. Void Rivals #25

## Ediciones recopiladas
| N.º                            | Título                               | Material recolectado                                  | Páginas                        | Fecha de publicación en España | ISBN                           |
| Void Rivals: Rivales del Vacío | Void Rivals: Rivales del Vacío       | Void Rivals: Rivales del Vacío                        | Void Rivals: Rivales del Vacío | Void Rivals: Rivales del Vacío | Void Rivals: Rivales del Vacío |
| ------------------------------ | ------------------------------------ | ----------------------------------------------------- | ------------------------------ | ------------------------------ | ------------------------------ |
| 1                              | El Comienzo                          | - Void Rivals #1–6                                    | 144                            | 30 de mayo de 2024             | ISBN 978-84-19903-71-6         |
| 2                              | Perseguidos en el Páramo             | - Void Rivals #7–12 - Energon Universe 2024 Special   | 144                            | 3 de abril de 2025             | ISBN 978-84-10463-49-3         |
| 3                              | La Llave del Vector Theta            | - Void Rivals #13–18 - Energon Universe 2025 Special  | 144                            | 26 de junio de 2025            | ISBN 978-8-410-46360-8         |
| Transformers                   |                                      |                                                       |                                |                                |                                |
| 1                              | Robots in Disguise                   | - Transformers #1–6                                   | 160                            | 20 de junio de 2024            | ISBN 978-8-419-90377-8         |
| 2                              | Transporte al Olvido                 | - Transformers #7–12                                  | 136                            | 20 de febrero de 2025          | ISBN 978-84-10463-04-2         |
| 3                              | Caos de Combinadores                 | - Transformers #13–18 - Energon Universe 2024 Special | 160                            | 29 de mayo de 2025             | ISBN 978-8-410-46359-2         |
| G. I. Joe                      |                                      |                                                       |                                |                                |                                |
|                                | Duke: Camino a G. I. Joe             | - Duke #1–5 - Energon Universe 2024 Special           | 128                            | 19 de septiembre de 2024       | ISBN 978-84-10463-31-8         |
|                                | Comandante Cobra: Camino a G. I. Joe | - Cobra Commander #1–5                                | 128                            | 21 de noviembre de 2024        | ISBN 978-84-10463-11-0         |
|                                | Scarlett: Camino a G. I. Joe         | - Scarlett #1–5                                       | 128                            | 16 de enero de 2025            | ISBN 978-84-10463-31-8         |
|                                | Destro: Camino a G. I. Joe           | - Destro #1–5                                         | 128                            | 17 de abril de 2025            | ISBN 978-8-410-46335-6         |
| 1                              | ¡La Cobra Ataca!                     | - G.I. Joe #1–6                                       | 144                            | 17 de julio de 2025            | ISBN 978-8-410-46351-6         |